# Белоусов, Алексей Валерьевич
Алексей Валерьевич Белоусов (бел. Аляксей Валер'евіч Белавусаў; род. 26 апреля 1976) — белорусский футболист, игравший на позиции защитника.

## Клубная карьера
Воспитанник резервной команды «Динамо». В 1998 перешёл в основу «динамовцев». С 2002 по 2005 года играл за солигорский «Шахтёр». В 2006 присоединился к «Нафтану», с которым стал обладателем национального кубка. Также играл за «Белшину», «Витебск», СКВИЧ и минское «Торпедо». В последнем завершил карьеру футболиста в 2014 году.

## Достижения
- Обладатель Кубка Белоруссии: 2008/09